# Chiaromontei Izabella nápolyi királyné
Chiaromontei Izabella (olaszul: Isabella di Chiaromonte, ismert még Clermonti Izabella, franciául: Isabelle de Clermont és Tarantói Izabella néven is; Taranto, Tarantói Hercegség, Nápolyi Királyság, 1424 körül – Nápoly, Nápolyi Királyság, 1465. március 30.), Nápoly királynéja I. Ferdinánd királlyal 1458. június 27-én kötött házasságától 1465. március 30-án bekövetkezett haláláig. Anyja örökségeként a Nápolyi Királyság hűbérbirtoka, a Tarantói Hercegség hercegnője.

## Élete
Chiaromontei Trisztán (Bertalan) copertinói gróf, valamint Balzo–Orsini Katalin tarantói hercegnő és leccei grófnő lánya.
Nagylelkű Alfonz aragón és nápolyi király, hogy törvényesített és a nápolyi trónra szánt fattyú fiát, Ferdinándot elfogadtassa a nápolyi nemesség körében, ezért 1445. május 28-án vagy 30-án Nápolyban összeházasította Chiaromontei Izabella copertinói grófnővel, aki I. László (1376–1414) nápolyi király harmadik feleségének, majd özvegyének, Enghieni Mária (1367–1446) nápolyi királynénak az első férjétől, Balzo–Orsini Rajmund (1361 körül–1406) tarantói hercegtől született lánya, Balzo–Orsini Katalin révén az unokája volt. A nagymama még megérte a házasságkötést, amely V. Alfonz gesztusa volt a sógornője, II. Johanna nápolyi királynő uralma idején az udvartól száműzött királyné, Enghieni Mária és a hagyományos nápolyi nemesség felé. Ebből a házasságból született többek között Aragóniai Beatrix magyar királyné, aki a magyar királlyal kötött szövetségkötés következtében I. Mátyás második felesége lett 1476-ban.
Chiaromontei Izabella királyné közeli rokonságban volt másodszülött fiának, a későbbi IV. Frigyes nápolyi királynak a második feleségével, Balzo Izabella (1468–1533) andriai hercegnővel, aki Balzo Péter (–1387) andriai hercegnek és Balzo–Orsini Mária Donata (–1481) venosai hercegnőnek, Chiaromontei Izabella elsőfokú unokatestvérének volt a lánya. Balzo Izabella apjának, Balzo Péternek az anyja, Chiaromontei Sancia pedig, aki II. (Balzo) Ferenc (1410–1482) andriai herceghez ment feleségül, Chiaromontei Izabellának volt a húga.
Chiaromontei Izabella az anyai nagybátyja, Balzo–Orsini János Antal (1386–1463) tarantói herceg halálával 1463-ban megörökölte a Tarantói Hercegséget, melyet csak rövid ideig birtokolhatott, hiszen 1465. március 30-án elhunyt, és a nápolyi San Pietro Martire templomban helyezték örök nyugalomra. Ide temették később a kisebbik lányát, Aragóniai Beatrix magyar királynét is.

## Gyermekei
- Férjétől, I. Ferdinánd nápolyi királytól (1423–1494), 6 gyermek:
  - Alfonz (1448–1495), II. Alfonz néven nápolyi király (1494–1495), felesége Sforza Hippolita (1446–1484/88) milánói hercegnő, 3 gyerek a házasságából+2 házasságon kívüli, többek között:
    - II. Ferdinánd nápolyi király

  - Eleonóra (1450–1493), férje I. Herkules modenai herceg (1431–1501), 7 gyermek, többek között:
    - Estei Hippolit esztergomi érsek

  - Frigyes (1452–1504), IV. Frigyes néven nápolyi király (1496–1501), 1. felesége Anna savoyai hercegnő (1455–1480), 1 leány, 2. felesége Balzo Izabella andriai hercegnő (1468–1533), 5 gyermek
  - János (1456–1485), Tarantó érseke, bíboros, az Esztergomi érsekség kormányzója
  - Beatrix (1457–1508), 1. férje I. Mátyás magyar király (1443–1490), 2. férje II. Ulászló magyar király (1456–1516), mindkét házassága gyermektelen maradt
  - Ferenc (1461–1486), Monte Sant Angelo hercege, nem nősült meg